# Kemal Monteno
Kemal Monteno (Sarajevo, 17. rujna 1948. – Zagreb, 21. siječnja 2015.) bio je bosanskohercegovački pjevač, kantautor i šansonijer.

## Životopis
Otac mu je bio Talijan koji je u Drugom svjetskom ratu ratovao u BiH, a majka Bošnjakinja. Rođen je 1948. godine u Sarajevu, gdje u drugoj polovici 1960-ih godina počinje i svoju iznimno bogatu i uspješnu karijeru, i to nastupom na festivalu "Vaš šlager sezone" 1967. godine s vlastitom pjesmom "Lidija". Od tada je miljenik festivalske publike u Sarajevu, gdje redovno odnosi prve nagrade kao izvođač, autor glazbe i autor teksta. Za "Šlager sezone" festival kojem je trajno ostao vjeran nastale su neke od njegovih najljepših šansona, a krajem 1970-ih tu su izvedene i njegove najljepše pjesme gradu i domovini, svojevrsne himne "Zemljo moja" (1975.) i "Sarajevo, ljubavi moja" (1976.). Nježnog, sentimentalnog stila njegov kantautorski opus često je odudarao od mainstreama svog vremena.

## Smrt
Kemal Monteno preminuo je 21. siječnja 2015. godine u Zagrebu, nakon borbe s pneumonijom i sepsom koje su nastale kao komplikacije zbog transplantacije bubrega.
Pokopan je tjedan dana kasnije, 28. siječnja, na sarajevskom gradskom groblju Bare.

## Diskografija
- Muziko, ljubavi moja (1973.)
- Žene, žene (1975.)
- Moje pjesme, moji snovi (1977.)
- Za svoju dušu (1980.)
- Dolly Bell (1981.)
- Uvijek ti se vraćam (1983.)
- Moje najdraže pjesme (1985.)
- Romantična ploča (1986.)
- Kako da te zaboravim (1987.)
- Pjesme zaljubljenika (1992.)
- Hvala svima. Kemo i prijatelji (2000.)
- Dunje i kolači (2004.)
- Zlatna kolekcija (2007.)
- Samo malo ljubavi (2009.)
- Šta je život (2013.)

## Vanjske poveznice

### Sestrinski projekti
|  | Zajednički poslužitelj ima još gradiva o temi Kemal Monteno |

### Mrežna sjedišta
- Discogs.com – Kemal Monteno (diskografija)